# Сербин, Владимир Михайлович
Владимир Михайлович Сербин (1896—1944) — генерал-майор Рабоче-крестьянской Красной армии, участник Гражданской и Великой Отечественной войн, Краснознамёнец (1921).

## Биография

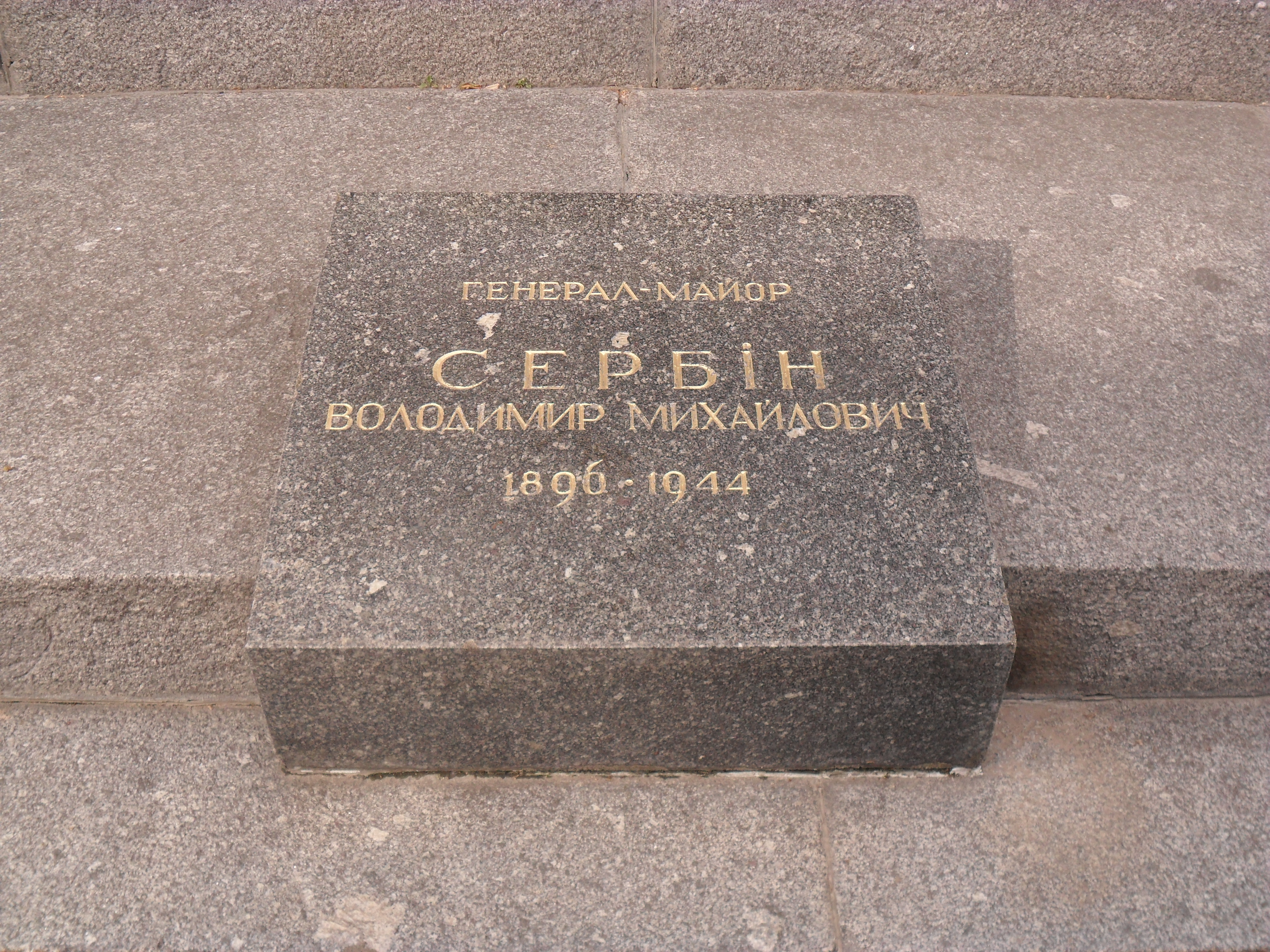
Могила Сербина на Мемориале Вечной Славы в Киеве.

Владимир Сербин родился 14 июля 1896 года в местечке Носовка (ныне — Черниговская область Украины). В 1918 году пошёл на службу в Рабоче-крестьянскую Красную Армию. Участвовал в боях Гражданской войны.
Приказом Революционного Военного Совета Республики № 351 в 1921 году командир батальона 538-го стрелкового полка Владимир Михайлович Сербин был награждён орденом Красного Знамени РСФСР.
После окончания Гражданской войны Сербин продолжил службу в Красной Армии. С января 1942 года — на фронтах Великой Отечественной войны. Воевал на интендантских должностях, был начальником тыла 4-й армии, затем заместителем начальника тыла Волховского фронта. Руководил снабжением действующих частей фронта во время важнейших боевых операций, в том числе прорыва блокады Ленинграда и освобождения Новгорода. 16 октября 1943 года Сербину было присвоено звание генерал-майора.
С марта 1944 года Сербин служил начальником тыла 70-й армии 1-го Белорусского фронта. Провёл большую работу по подтягиванию растянутых линий снабжения, сколачиванию аппарата тыла, строительству узкоколеек и автомобильных дорог.
Генерал-майор Владимир Сербин скончался в госпитале № 3298 70-й армии от непроходимости кишечника 21 (по другим данным, 24) мая 1944 года. Похоронен на Мемориале Вечной Славы в Киеве.
Был также награждён орденом Отечественной войны 1-й степени и медалями.